# Aedokritus platycnemis
Aedokritus platycnemis är en tvåvingeart som först beskrevs av Edwards 1931.  Aedokritus platycnemis ingår i släktet Aedokritus och familjen fjädermyggor. Inga underarter finns listade i Catalogue of Life.